# 徳島県立三好病院
徳島県立三好病院（とくしまけんりつ みよしびょういん）は、徳島県三好市池田町にある医療機関。徳島県災害拠点病院であり、地域救命救急センターに指定されている。

## 歴史
- 1955年 徳島県立中央病院の出張診療所として外来診療を開始。
- 1956年 県立三好病院及び県立三好療養所開設認可。

## 診療科
- 内科
- 循環器科
- 呼吸器科
- 消化器科
- 小児科
- 外科
- 整形外科
- 脳神経外科
- 眼科
- 耳鼻咽喉科
- 皮膚科
- 泌尿器科
- 産婦人科
- 放射線科
- 麻酔科

## 交通アクセス
- JR四国土讃線阿波池田駅下車、徒歩約15分。
- 阿波池田バスターミナル・阿波池田駅より四国交通バスで三好病院前下車。
- 徳島自動車道井川池田ICより車で約3分。

## 労働問題
- 2019年10月 - 当院常勤医（脳神経外科医）1人が、2017年度、2018年度に連続で年1300時間を超えて超過勤務（残業）していた。病院が結んだ労使協定（36協定）の上限を超えている。徳島労働基準監督署によると、協定上限を超える残業は労働基準法違反。深刻な医師不足が背景にあり、県病院局も違法状態を認識し「改善の努力をしている」とするが、法令順守の姿勢が問われる可能性もある。県病院局によると、当院の脳神経外科医は2017年度に1306時間、2018年度も1309時間の残業をしていた。2017、2018年度の24カ月を月別にみても、14カ月で月100時間以上、9カ月で月80時間以上、残業した[1]。